# Reid Detmers
Reid Detmers (Nokomis, Illinois, 8 de julio de 1999) es un jugador profesional estadounidense de béisbol que se desempeña en la posición de lanzador en Los Angeles Angels, equipo de las Grandes Ligas de Béisbol (MLB).

## Carrera
Fue seleccionado en la primera ronda en el Draft de la MLB de 2020. En 2021 hizo su debut profesional con el equipo Los Angeles Angels, donde lleva jugando tres temporadas.